# Station Cloppenburg
Station Cloppenburg (Bahnhof Cloppenburg) is een spoorwegstation in de Duitse plaats Cloppenburg, in de deelstaat Nedersaksen. Het station ligt aan de spoorlijn Oldenburg - Osnabrück. De spoorlijn naar Vechta is opgebroken en de spoorlijn naar Friesoythe wordt alleen gebruikt door goederentreinen. Het station telt drie perronsporen, waarvan twee aan een eilandperron. Op het station stoppen alleen treinen van de NordWestBahn.

## Treindienst
De volgende treinserie doet station Cloppenburg aan:
| Serie | Treinsoort                      | Route                                                                             | Bijzonderheden |
| ----- | ------------------------------- | --------------------------------------------------------------------------------- | -------------- |
| RE 18 | Regional-Express (NordWestBahn) | Wilhelmshaven Hbf – Oldenburg (Oldb) Hbf – Cloppenburg – Bramsche – Osnabrück Hbf |                |